# Мези-Мулен
Мези́-Муле́н (фр. Mézy-Moulins) — коммуна во Франции, находится в регионе Пикардия. Департамент коммуны — Эна. Входит в состав кантона Эссом-сюр-Марн. Округ коммуны — Шато-Тьерри.
Код INSEE коммуны — 02484.

## Население
Население коммуны на 2010 год составляло 523 человека.
| 1962 | 1968 | 1975 | 1982 | 1990 | 1999 | 2010 |
| ---- | ---- | ---- | ---- | ---- | ---- | ---- |
| 320  | 325  | 327  | 318  | 370  | 461  | 523  |

## Экономика
В 2010 году среди 347 человек трудоспособного возраста (15—64 лет) 252 были экономически активными, 95 — неактивными (показатель активности — 72,6 %, в 1999 году было 67,0 %). Из 252 активных жителей работали 221 человек (124 мужчины и 97 женщин), безработных было 31 (12 мужчин и 19 женщин). Среди 95 неактивных 24 человека были учениками или студентами, 43 — пенсионерами, 28 были неактивными по другим причинам.